# Ture Bonanders hus
Ture Bonanders hus är en byggnad vid Hospitalsgatan 12 i Marstrand. Byggnaden, som är privatbostad, är byggnadsminne sedan den 8 juni 1976.

## Beskrivning
Ture Bonanders hus uppfördes på 1700-talet eller tidigare. Det är en två vånings timrad byggnad med lockribbpanel och som är försedd med ett tegeltäckt sadeltak med valmade gavelspetsar. Den invändiga fyrdelade planen är troligen ursprunglig. Byggnaden ligger vid den brant lutande Hospitalsgatan, som karaktäriseras av friliggande trähus. Byggnaden har en liten trädgård med några fruktträd. Bostadshuset bevarar egenarten hos gången tids byggnadsskick och anses med hänsyn till det som synnerligen märkligt.
I flera rum finns bevarade kakelugnar och rörspisar. Kakelugnarna har stänkglasyr och en del har klassicerande målad dekor. Flera innerdörrar är fyllningsdörrar med äldre smidesbeslag. Byggnaden saknar för övrigt äldre fast inredning som taklister och golvtäckning. Möjligen gjordes en genomgripande invändig renovering i samband med ägarbyte år 1936.
Huset har som byggnadsminne fått sitt namn efter målarmästaren Ture Edvin Bonander (1883–1975), som vid sin död bodde där.